# Eleições gerais na Espanha em 2000
As eleições gerais de 2000 na Espanha foram realizadas a 12 de Março e serviram para eleger os 350 deputados ao Congresso dos Deputados.
Os resultados das eleições deram nova vitória ao Partido Popular, liderado por José María Aznar, que conquistou um resultado histórico, ao obter 44,5% e 183 deputados, conseguindo a maioria absoluta no Congresso. Com esta maioria, o PP não precisou de pactos para governar, como foi o caso em 1996.
O PSOE obteve, por sua vez, um péssimo resultado, caindo para os 34,3%, pior resultado para os socialistas desde 1979, e, perdendo 16 deputados, ficando com 125 deputados.
De destacar, por fim, o péssimo resultado obtido pela Esquerda Unida, que tinha assinado um pacto pré-eleitoral com o PSOE, ficando-se pelos 5,5% e 8 deputados, uma queda de 4,0% e 13 deputados, quando comparado com os resultados de 1996.

## Resultados nacionais
| Partido                 | Partido                              | Votos      | %               | +/-   | Deputados | +/-     |
| ----------------------- | ------------------------------------ | ---------- | --------------- | ----- | --------- | ------- |
|                         | Partido Popular                      | 10 321 178 | 44,52 / 100,00  | 5,73  | 183 / 350 | 27      |
|                         | Partido Socialista Operário Espanhol | 7 918 752  | 34,16 / 100,00  | 3,47  | 125 / 350 | 16      |
|                         | Esquerda Unida                       | 1 263 043  | 5,45 / 100,00   | 5,09  | 8 / 350   | 13      |
|                         | Convergência e União                 | 970 421    | 4,19 / 100,00   | 0,41  | 15 / 350  | 1       |
|                         | Partido Nacionalista Basco           | 353 953    | 1,53 / 100,00   | 0,26  | 7 / 350   | 2       |
|                         | Bloco Nacionalista Galego            | 306 268    | 1,32 / 100,00   | 0,44  | 3 / 350   | 1       |
|                         | Coligação Canária                    | 248 261    | 1,07 / 100,00   | 0,19  | 4 / 350   | Estável |
|                         | Partido Andaluz                      | 206 255    | 0,89 / 100,00   | 0,35  | 1 / 350   | 1       |
|                         | Esquerda Republicana da Catalunha    | 194 715    | 0,84 / 100,00   | 0,17  | 1 / 350   | Estável |
|                         | Iniciativa pela Catalunha - Verdes   | 119 290    | 0,51 / 100,00   | 0,68  | 1 / 350   | 1       |
|                         | Eusko Alkartasuna                    | 100 742    | 0,43 / 100,00   | 0,03  | 1 / 350   | Estável |
|                         | Chunta Aragonesista                  | 75 356     | 0,33 / 100,00   | 0,13  | 1 / 350   | 1       |
|                         | Outros                               | 1 103 056  | 4,08 / 100,00   |       | 0 / 350   |         |
| Votos Inválidos         | Votos Inválidos                      | 158 200    | 0,68 / 100,00   | 0,18  |           |         |
| Total                   | Total                                | 23 339 490 | 100,00 / 100,00 |       | 350 / 350 |         |
| Eleitorado/Participação | Eleitorado/Participação              | 33 969 640 | 68,71 / 100,00  | 8,67  |           |         |
| Fonte                   | Fonte                                | [ 7 ]      | [ 7 ]           | [ 7 ] | [ 7 ]     | [ 7 ]   |

## Resultados por comunidades autónomas
|                     | %    | D   | %    | D    | %    | D  | %    | D   | %    | D   | %    | D   | %    | D  | %   | D  | %   | D   | %   | D   | %   | D  | %    | D   |     |            |
| Comunidade autónoma | PP   | PP  | PSOE | PSOE | IU   | IU | CiU  | CiU | PNV  | PNV | BNG  | BNG | CC   | CC | PA  | PA | ERC | ERC | ICV | ICV | EA  | EA | CHA  | CHA | D   | Votantes   |
| ------------------- | ---- | --- | ---- | ---- | ---- | -- | ---- | --- | ---- | --- | ---- | --- | ---- | -- | --- | -- | --- | --- | --- | --- | --- | -- | ---- | --- | --- | ---------- |
| Andaluzia           | 40,6 | 28  | 43,9 | 30   | 7,8  | 3  | -    | -   | -    | -   | -    | -   | -    | -  | 5,1 | 1  | -   | -   | -   | -   | -   | -  | -    | -   | 62  | 4 068 793  |
| Aragão              | 47,2 | 8   | 31,1 | 4    | 3,5  | -  | -    | -   | -    | -   | -    | -   | -    | -  | -   | -  | -   | -   | -   | -   | -   | -  | 10,4 | 1   | 13  | 728 060    |
| Astúrias            | 46,3 | 5   | 37,0 | 3    | 10,3 | 1  | -    | -   | -    | -   | -    | -   | -    | -  | -   | -  | -   | -   | -   | -   | -   | -  | -    | -   | 9   | 657 553    |
| Baleares            | 53,9 | 5   | 29,3 | 2    | 4,0  | -  | -    | -   | -    | -   | -    | -   | -    | -  | -   | -  | 0,3 | -   | -   | -   | -   | -  | -    | -   | 7   | 400 559    |
| Canárias            | 41,8 | 7   | 22,2 | 3    | 2,4  | -  | -    | -   | -    | -   | -    | -   | 29,6 | 4  | -   | -  | -   | -   | -   | -   | -   | -  | -    | -   | 14  | 845 348    |
| Cantábria           | 56,8 | 3   | 33,5 | 2    | 5,0  | -  | -    | -   | -    | -   | -    | -   | -    | -  | -   | -  | -   | -   | -   | -   | -   | -  | -    | -   | 5   | 336 508    |
| Castela e Leão      | 55,7 | 22  | 32,2 | 11   | 4,4  | -  | -    | -   | -    | -   | -    | -   | -    | -  | -   | -  | -   | -   | -   | -   | -   | -  | -    | -   | 33  | 1 586 950  |
| Castela-Mancha      | 52,4 | 12  | 40,8 | 8    | 4,4  | -  | -    | -   | -    | -   | -    | -   | -    | -  | -   | -  | -   | -   | -   | -   | -   | -  | -    | -   | 20  | 1 084 236  |
| Catalunha           | 22,8 | 12  | 34,1 | 17   | 2,2  | -  | 28,8 | 15  | -    | -   | -    | -   | -    | -  | -   | -  | 5,6 | 1   | 3,5 | 1   | -   | -  | -    | -   | 46  | 3 388 128  |
| Ceuta               | 47,6 | 1   | 18,0 | -    | 0,8  | -  | -    | -   | -    | -   | -    | -   | -    | -  | -   | -  | -   | -   | -   | -   | -   | -  | -    | -   | 1   | 30 801     |
| Com. Valenciana     | 52,1 | 19  | 34,0 | 12   | 5,8  | 1  | -    | -   | -    | -   | -    | -   | -    | -  | -   | -  | -   | -   | -   | -   | -   | -  | -    | -   | 32  | 2 447 381  |
| Estremadura         | 47,3 | 6   | 44,7 | 5    | 4,7  | -  | -    | -   | -    | -   | -    | -   | -    | -  | -   | -  | -   | -   | -   | -   | -   | -  | -    | -   | 11  | 662 393    |
| Galiza              | 54,0 | 16  | 23,7 | 6    | 1,3  | -  | -    | -   | -    | -   | 18,6 | 3   | -    | -  | -   | -  | -   | -   | -   | -   | -   | -  | -    | -   | 25  | 1 656 662  |
| Madrid              | 52,5 | 19  | 33,1 | 12   | 9,1  | 3  | -    | -   | -    | -   | -    | -   | -    | -  | -   | -  | -   | -   | -   | -   | -   | -  | -    | -   | 34  | 3 111 662  |
| Melilha             | 49,8 | 1   | 20,4 | -    | 1,5  | -  | -    | -   | -    | -   | -    | -   | -    | -  | -   | -  | -   | -   | -   | -   | -   | -  | -    | -   | 1   | 26 450     |
| Múrcia              | 58,1 | 6   | 32,4 | 3    | 6,2  | -  | -    | -   | -    | -   | -    | -   | -    | -  | -   | -  | -   | -   | -   | -   | -   | -  | -    | -   | 9   | 674 516    |
| Navarra             | 49,9 | 3   | 27,3 | 2    | 7,6  | -  | -    | -   | 2,2  | -   | -    | -   | -    | -  | -   | -  | -   | -   | -   | -   | 4,7 | -  | -    | -   | 5   | 306 494    |
| País Basco          | 28,3 | 7   | 23,3 | 4    | 5,5  | -  | -    | -   | 30,4 | 7   | -    | -   | -    | -  | -   | -  | -   | -   | -   | -   | 7,6 | 1  | -    | -   | 19  | 1 155 999  |
| La Rioja            | 54,1 | 3   | 34,9 | 1    | 4,0  | -  | -    | -   | -    | -   | -    | -   | -    | -  | -   | -  | -   | -   | -   | -   | -   | -  | -    | -   | 4   | 170 997    |
| Espanha             | 44,5 | 183 | 34,2 | 125  | 5,5  | 8  | 4,2  | 15  | 1,5  | 7   | 1,3  | 3   | 1,1  | 4  | 0,9 | 1  | 0,8 | 1   | 0,5 | 1   | 0,4 | 1  | 0,3  | 1   | 350 | 23 339 490 |

#### Andaluzia
| Partido                 | Partido                              | Votos     | %               | +/-  | Deputados | +/- |
| ----------------------- | ------------------------------------ | --------- | --------------- | ---- | --------- | --- |
|                         | Partido Socialista Operário Espanhol | 1 771 968 | 43,86 / 100,00  | 2,80 | 30 / 62   | 2   |
|                         | Partido Popular                      | 1 639 034 | 40,57 / 100,00  | 5,19 | 28 / 62   | 4   |
|                         | Esquerda Unida                       | 315 891   | 7,82 / 100,00   | 5,66 | 3 / 62    | 3   |
|                         | Partido Andaluz                      | 206 255   | 5,11 / 100,00   | 1,99 | 1 / 62    | 1   |
|                         | Outros                               | 51 618    | 1,26 / 100,00   |      | 0 / 62    |     |
| Votos Inválidos         | Votos Inválidos                      | 84 027    | 2,07 / 100,00   | 0,66 |           |     |
| Total                   | Total                                | 4 068 793 | 100,00 / 100,00 |      | 62 / 62   |     |
| Eleitorado/Participação | Eleitorado/Participação              | 5 916 783 | 68,77 / 100,00  | 9,23 |           |     |

#### Aragão
| Partido                 | Partido                              | Votos     | %               | +/-  | Deputados | +/-     |
| ----------------------- | ------------------------------------ | --------- | --------------- | ---- | --------- | ------- |
|                         | Partido Popular                      | 341 396   | 47,23 / 100,00  | 0,69 | 8 / 13    | Estável |
|                         | Partido Socialista Operário Espanhol | 224 650   | 31,08 / 100,00  | 3,56 | 4 / 13    | 1       |
|                         | Chunta Aragonesista                  | 75 356    | 10,42 / 100,00  | 4,00 | 1 / 13    | 1       |
|                         | Partido Aragonês                     | 38 883    | 5,38 / 100,00   | -    | 0 / 13    | -       |
|                         | Esquerda Unida                       | 25 395    | 3,51 / 100,00   | 5,63 | 0 / 13    | Estável |
|                         | Outros                               | 6 707     | 0,94 / 100,00   |      | 0 / 13    |         |
| Votos Inválidos         | Votos Inválidos                      | 15 673    | 2,16 / 100,00   | 0,46 |           |         |
| Total                   | Total                                | 728 060   | 100,00 / 100,00 |      | 13 / 13   |         |
| Eleitorado/Participação | Eleitorado/Participação              | 1 019 845 | 71,39 / 100,00  | 6,07 |           |         |

#### Astúrias
| Partido                 | Partido                              | Votos   | %               | +/-  | Deputados | +/-     |
| ----------------------- | ------------------------------------ | ------- | --------------- | ---- | --------- | ------- |
|                         | Partido Popular                      | 302 626 | 46,33 / 100,00  | 5,30 | 5 / 9     | 1       |
|                         | Partido Socialista Operário Espanhol | 241 830 | 37,02 / 100,00  | 2,83 | 3 / 9     | 1       |
|                         | Esquerda Unida                       | 67 024  | 10,26 / 100,00  | 5,25 | 1 / 9     | Estável |
|                         | União Renovadora Asturiana           | 13 360  | 2,05 / 100,00   | Novo | 0 / 9     | Novo    |
|                         | Outros                               | 17 409  | 2,67 / 100,00   |      | 0 / 9     |         |
| Votos Inválidos         | Votos Inválidos                      | 15 304  | 2,34 / 100,00   | 0,92 |           |         |
| Total                   | Total                                | 657 553 | 100,00 / 100,00 |      | 9 / 9     |         |
| Eleitorado/Participação | Eleitorado/Participação              | 981 504 | 66,99 / 100,00  | 8,92 |           |         |

#### Baleares
| Partido                 | Partido                              | Votos   | %               | +/-   | Deputados | +/-     |
| ----------------------- | ------------------------------------ | ------- | --------------- | ----- | --------- | ------- |
|                         | Partido Popular                      | 214 348 | 53,87 / 100,00  | 7,46  | 5 / 7     | 1       |
|                         | Partido Socialista Operário Espanhol | 116 515 | 29,28 / 100,00  | 6,67  | 2 / 7     | 1       |
|                         | PSM-Acordo Nacionalista              | 23 482  | 5,90 / 100,00   | 0,19  | 0 / 7     | Estável |
|                         | Esquerda Unida                       | 15 928  | 4,00 / 100,00   | 3,69  | 0 / 7     | Estável |
|                         | Confederação dos Verdes              | 9 556   | 2,40 / 100,00   | 0,18  | 0 / 7     | Estável |
|                         | União Maiorquina                     | 8 372   | 2,10 / 100,00   | 0,49  | 0 / 7     | Estável |
|                         | Outros                               | 3 754   | 0,96 / 100,00   |       | 0 / 7     |         |
| Votos Inválidos         | Votos Inválidos                      | 8 604   | 2,15 / 100,00   | 0,57  |           |         |
| Total                   | Total                                | 400 559 | 100,00 / 100,00 |       | 7 / 7     |         |
| Eleitorado/Participação | Eleitorado/Participação              | 652 009 | 61,43 / 100,00  | 10,20 |           |         |

#### Canárias
| Partido                 | Partido                                | Votos     | %               | +/-  | Deputados | +/-     |
| ----------------------- | -------------------------------------- | --------- | --------------- | ---- | --------- | ------- |
|                         | Partido Popular                        | 351 110   | 41,81 / 100,00  | 4,19 | 7 / 14    | 2       |
|                         | Coligação Canária                      | 248 261   | 29,56 / 100,00  | 4,47 | 4 / 14    | Estável |
|                         | Partido Socialista Operário Espanhol   | 186 363   | 22,19 / 100,00  | 7,78 | 3 / 14    | 2       |
|                         | Esquerda Unida                         | 20 214    | 2,41 / 100,00   | 3,07 | 0 / 14    | Estável |
|                         | Partido dos Independentes de Lanzarote | 10 323    | 1,23 / 100,00   | Novo | 0 / 14    | Novo    |
|                         | Confederação dos Verdes                | 10 302    | 1,23 / 100,00   | -    | 0 / 14    | -       |
|                         | Outros                                 | 6 008     | 0,73 / 100,00   |      | 0 / 14    |         |
| Votos Inválidos         | Votos Inválidos                        | 12 767    | 1,51 / 100,00   | 0,52 |           |         |
| Total                   | Total                                  | 845 348   | 100,00 / 100,00 |      | 14 / 14   |         |
| Eleitorado/Participação | Eleitorado/Participação                | 1 393 410 | 60,67 / 100,00  | 8,47 |           |         |

#### Cantábria
| Partido                 | Partido                              | Votos   | %               | +/-  | Deputados | +/-     |
| ----------------------- | ------------------------------------ | ------- | --------------- | ---- | --------- | ------- |
|                         | Partido Popular                      | 189 442 | 56,84 / 100,00  | 6,37 | 3 / 5     | Estável |
|                         | Partido Socialista Operário Espanhol | 111 556 | 33,47 / 100,00  | 2,14 | 2 / 5     | Estável |
|                         | Esquerda Unida                       | 16 714  | 5,02 / 100,00   | 6,34 | 0 / 5     | Estável |
|                         | Outros                               | 6 830   | 2,05 / 100,00   |      | 0 / 5     |         |
| Votos Inválidos         | Votos Inválidos                      | 11 966  | 3,58 / 100,00   | 1,27 |           |         |
| Total                   | Total                                | 336 508 | 100,00 / 100,00 |      | 5 / 5     |         |
| Eleitorado/Participação | Eleitorado/Participação              | 468 607 | 71,81 / 100,00  | 7,50 |           |         |

#### Castela e Leão
| Partido                 | Partido                              | Votos     | %               | +/-  | Deputados | +/-     |
| ----------------------- | ------------------------------------ | --------- | --------------- | ---- | --------- | ------- |
|                         | Partido Popular                      | 876 670   | 55,68 / 100,00  | 3,48 | 22 / 33   | Estável |
|                         | Partido Socialista Operário Espanhol | 506 595   | 32,17 / 100,00  | 2,86 | 11 / 33   | Estável |
|                         | Esquerda Unida                       | 69 835    | 4,44 / 100,00   | 4,69 | 0 / 33    | Estável |
|                         | União do Povo Leonês                 | 41 690    | 2,65 / 100,00   | 1,93 | 0 / 33    | Estável |
|                         | Outros                               | 48 032    | 3,07 / 100,00   |      | 0 / 33    |         |
| Votos Inválidos         | Votos Inválidos                      | 44 128    | 2,79 / 100,00   | 0,82 |           |         |
| Total                   | Total                                | 1 586 950 | 100,00 / 100,00 |      | 33 / 33   |         |
| Eleitorado/Participação | Eleitorado/Participação              | 2 186 659 | 72,57 / 100,00  | 6,44 |           |         |

#### Castela-Mancha
| Partido                 | Partido                              | Votos     | %               | +/-  | Deputados | +/-     |
| ----------------------- | ------------------------------------ | --------- | --------------- | ---- | --------- | ------- |
|                         | Partido Popular                      | 563 203   | 52,36 / 100,00  | 5,18 | 12 / 20   | 1       |
|                         | Partido Socialista Operário Espanhol | 438 630   | 40,78 / 100,00  | 1,84 | 8 / 20    | 1       |
|                         | Esquerda Unida                       | 46 746    | 4,35 / 100,00   | 4,05 | 0 / 20    | Estável |
|                         | Outros                               | 12 655    | 1,18 / 100,00   |      | 0 / 20    |         |
| Votos Inválidos         | Votos Inválidos                      | 22 993    | 2,13 / 100,00   | 0,60 |           |         |
| Total                   | Total                                | 1 084 236 | 100,00 / 100,00 |      | 20 / 20   |         |
| Eleitorado/Participação | Eleitorado/Participação              | 1 420 894 | 76,31 / 100,00  | 6,78 |           |         |

#### Catalunha
| Partido                 | Partido                              | Votos     | %               | +/-   | Deputados | +/-     |
| ----------------------- | ------------------------------------ | --------- | --------------- | ----- | --------- | ------- |
|                         | Partido dos Socialistas da Catalunha | 1 150 533 | 34,13 / 100,00  | 5,23  | 17 / 46   | 2       |
|                         | Convergência e União                 | 970 421   | 28,79 / 100,00  | 0,82  | 15 / 46   | 1       |
|                         | Partido Popular                      | 768 318   | 22,79 / 100,00  | 4,83  | 12 / 46   | 4       |
|                         | Esquerda Republicana da Catalunha    | 190 292   | 5,64 / 100,00   | 1,46  | 1 / 46    | Estável |
|                         | Iniciativa pela Catalunha - Verdes   | 119 290   | 3,54 / 100,00   | 4,10  | 1 / 46    | 1       |
|                         | Esquerda Unida e Alternativa         | 75 091    | 2,23 / 100,00   | Novo  | 0 / 46    | Novo    |
|                         | Outros                               | 49 801    | 1,46 / 100,00   |       | 0 / 46    |         |
| Votos Inválidos         | Votos Inválidos                      | 64 382    | 1,91 / 100,00   | 0,92  |           |         |
| Total                   | Total                                | 3 388 128 | 100,00 / 100,00 |       | 46 / 46   |         |
| Eleitorado/Participação | Eleitorado/Participação              | 5 293 465 | 64,01 / 100,00  | 12,51 |           |         |

#### Ceuta
| Partido                 | Partido                              | Votos  | %               | +/-   | Deputados | +/-     |
| ----------------------- | ------------------------------------ | ------ | --------------- | ----- | --------- | ------- |
|                         | Partido Popular                      | 14 514 | 47,59 / 100,00  | 5,62  | 1 / 1     | Estável |
|                         | Grupo Independente Liberal           | 8 758  | 28,71 / 100,00  | Novo  | 0 / 1     | Novo    |
|                         | Partido Socialista Operário Espanhol | 5 491  | 18,00 / 100,00  | 17,79 | 0 / 1     | Estável |
|                         | Partido Socialista do Povo de Ceuta  | 788    | 2,58 / 100,00   | 4,70  | 0 / 1     | Estável |
|                         | Outros                               | 453    | 1,48 / 100,00   |       | 0 / 1     |         |
| Votos Inválidos         | Votos Inválidos                      | 797    | 2,60 / 100,00   | 0,64  |           |         |
| Total                   | Total                                | 30 801 | 100,00 / 100,00 |       | 1 / 1     |         |
| Eleitorado/Participação | Eleitorado/Participação              | 55 848 | 55,15 / 100,00  | 8,66  |           |         |

#### Comunidade Valenciana
| Partido                 | Partido                              | Votos     | %               | +/-  | Deputados | +/-     |
| ----------------------- | ------------------------------------ | --------- | --------------- | ---- | --------- | ------- |
|                         | Partido Popular                      | 1 267 062 | 52,11 / 100,00  | 8,38 | 19 / 32   | 4       |
|                         | Partido Socialista Operário Espanhol | 826 595   | 34,00 / 100,00  | 4,32 | 12 / 32   | 1       |
|                         | Esquerda Unida                       | 141 404   | 5,82 / 100,00   | 5,26 | 1 / 32    | 2       |
|                         | Bloco Nacionalista Valenciano-Verdes | 58 551    | 2,41 / 100,00   | 0,58 | 0 / 32    | Estável |
|                         | União Valenciana                     | 57 830    | 2,38 / 100,00   | 1,16 | 0 / 32    | 1       |
|                         | Outros                               | 50 795    | 2,08 / 100,00   |      | 0 / 32    |         |
| Votos Inválidos         | Votos Inválidos                      | 45 144    | 1,85 / 100,00   | 0,54 |           |         |
| Total                   | Total                                | 2 447 381 | 100,00 / 100,00 |      | 32 / 32   |         |
| Eleitorado/Participação | Eleitorado/Participação              | 3 366 210 | 72,70 / 100,00  | 8,96 |           |         |

#### Estremadura
| Partido                 | Partido                              | Votos   | %               | +/-  | Deputados | +/-     |
| ----------------------- | ------------------------------------ | ------- | --------------- | ---- | --------- | ------- |
|                         | Partido Popular                      | 310 850 | 47,30 / 100,00  | 7,02 | 6 / 11    | 1       |
|                         | Partido Socialista Operário Espanhol | 293 831 | 44,71 / 100,00  | 3,72 | 5 / 11    | 1       |
|                         | Esquerda Unida                       | 30 865  | 4,70 / 100,00   | 4,20 | 0 / 11    | Estável |
|                         | Outros                               | 13 997  | 2,13 / 100,00   |      | 0 / 11    |         |
| Votos Inválidos         | Votos Inválidos                      | 12 850  | 1,95 / 100,00   | 0,80 |           |         |
| Total                   | Total                                | 662 393 | 100,00 / 100,00 |      | 11 / 11   |         |
| Eleitorado/Participação | Eleitorado/Participação              | 878 292 | 75,42 / 100,00  | 6,91 |           |         |

#### Galiza
| Partido                 | Partido                              | Votos     | %               | +/-  | Deputados | +/-     |
| ----------------------- | ------------------------------------ | --------- | --------------- | ---- | --------- | ------- |
|                         | Partido Popular                      | 888 092   | 53,99 / 100,00  | 5,68 | 16 / 25   | 2       |
|                         | Partido Socialista Operário Espanhol | 389 999   | 23,71 / 100,00  | 9,83 | 6 / 25    | 3       |
|                         | Bloco Nacionalista Galego            | 306 268   | 18,62 / 100,00  | 5,77 | 3 / 25    | 1       |
|                         | Esquerda Unida                       | 21 127    | 1,28 / 100,00   | 2,35 | 0 / 25    | Estável |
|                         | Outros                               | 17 849    | 1,08 / 100,00   |      | 0 / 25    |         |
| Votos Inválidos         | Votos Inválidos                      | 33 320    | 2,02 / 100,00   | 0,45 |           |         |
| Total                   | Total                                | 1 656 662 | 100,00 / 100,00 |      | 25 / 25   |         |
| Eleitorado/Participação | Eleitorado/Participação              | 2 547 781 | 65,02 / 100,00  | 6,38 |           |         |

#### Madrid
| Partido                 | Partido                              | Votos     | %               | +/-  | Deputados | +/-  |
| ----------------------- | ------------------------------------ | --------- | --------------- | ---- | --------- | ---- |
|                         | Partido Popular                      | 1 625 831 | 52,52 / 100,00  | 3,23 | 19 / 34   | 2    |
|                         | Partido Socialista Operário Espanhol | 1 023 212 | 33,06 / 100,00  | 1,64 | 12 / 34   | 1    |
|                         | Esquerda Unida                       | 282 180   | 9,12 / 100,00   | 7,32 | 3 / 34    | 3    |
|                         | Grupo Independente Liberal           | 32 432    | 1,05 / 100,00   | Novo | 0 / 34    | Novo |
|                         | Outros                               | 73 698    | 2,37 / 100,00   |      | 0 / 34    |      |
| Votos Inválidos         | Votos Inválidos                      | 74 309    | 2,40 / 100,00   | 0,82 |           |      |
| Total                   | Total                                | 3 111 662 | 100,00 / 100,00 |      | 34 / 34   |      |
| Eleitorado/Participação | Eleitorado/Participação              | 4 317 146 | 72,08 / 100,00  | 7,51 |           |      |

#### Melilha
| Partido                 | Partido                              | Votos  | %               | +/-   | Deputados | +/-     |
| ----------------------- | ------------------------------------ | ------ | --------------- | ----- | --------- | ------- |
|                         | Partido Popular                      | 13 078 | 49,80 / 100,00  | 0,77  | 1 / 1     | Estável |
|                         | Bloco Localista de Melilha           | 6 514  | 24,81 / 100,00  | Novo  | 0 / 1     | Novo    |
|                         | Partido Socialista Operário Espanhol | 5 363  | 20,42 / 100,00  | 22,90 | 0 / 1     | Estável |
|                         | Esquerda Unida                       | 397    | 1,51 / 100,00   | 1,97  | 0 / 1     | Estável |
|                         | Outros                               | 356    | 1,35 / 100,00   |       | 0 / 1     |         |
| Votos Inválidos         | Votos Inválidos                      | 742    | 2,82 / 100,00   | 0,29  |           |         |
| Total                   | Total                                | 26 450 | 100,00 / 100,00 |       | 1 / 1     |         |
| Eleitorado/Participação | Eleitorado/Participação              | 48 985 | 54,00 / 100,00  | 7,95  |           |         |

#### Múrcia
| Partido                 | Partido                              | Votos   | %               | +/-  | Deputados | +/-     |
| ----------------------- | ------------------------------------ | ------- | --------------- | ---- | --------- | ------- |
|                         | Partido Popular                      | 389 564 | 58,08 / 100,00  | 8,19 | 6 / 9     | 1       |
|                         | Partido Socialista Operário Espanhol | 217 179 | 32,38 / 100,00  | 5,61 | 3 / 9     | Estável |
|                         | Esquerda Unida                       | 41 842  | 6,24 / 100,00   | 4,29 | 0 / 9     | 1       |
|                         | Outros                               | 14 914  | 2,23 / 100,00   |      | 0 / 9     |         |
| Votos Inválidos         | Votos Inválidos                      | 11 017  | 1,64 / 100,00   | 0,39 |           |         |
| Total                   | Total                                | 674 516 | 100,00 / 100,00 |      | 9 / 9     |         |
| Eleitorado/Participação | Eleitorado/Participação              | 917 217 | 73,54 / 100,00  | 8,46 |           |         |

#### Navarra
| Partido                 | Partido                               | Votos   | %               | +/-   | Deputados | +/-     |
| ----------------------- | ------------------------------------- | ------- | --------------- | ----- | --------- | ------- |
|                         | Partido Popular-União do Povo Navarro | 150 995 | 49,89 / 100,00  | 12,77 | 3 / 5     | 1       |
|                         | Partido Socialista Operário Espanhol  | 82 688  | 27,32 / 100,00  | 2,94  | 2 / 5     | Estável |
|                         | Esquerda Unida                        | 23 038  | 7,61 / 100,00   | 4,84  | 0 / 5     | 1       |
|                         | Eusko Alkartasuna                     | 14 185  | 4,69 / 100,00   | 0,82  | 0 / 5     | Estável |
|                         | Convergência de Democratas de Navarra | 8 646   | 2,86 / 100,00   | 2,39  | 0 / 5     | Estável |
|                         | Partido Nacionalista Basco            | 6 536   | 2,16 / 100,00   | 1,19  | 0 / 5     | Estável |
|                         | Outros                                | 4 653   | 1,53 / 100,00   |       | 0 / 5     |         |
| Votos Inválidos         | Votos Inválidos                       | 15 753  | 5,19 / 100,00   | 2,88  |           |         |
| Total                   | Total                                 | 306 494 | 100,00 / 100,00 |       | 5 / 5     |         |
| Eleitorado/Participação | Eleitorado/Participação               | 463 892 | 66,07 / 100,00  | 7,38  |           |         |

#### País Basco
| Partido                 | Partido                              | Votos     | %               | +/-  | Deputados | +/-     |
| ----------------------- | ------------------------------------ | --------- | --------------- | ---- | --------- | ------- |
|                         | Partido Nacionalista Basco           | 347 417   | 30,38 / 100,00  | 5,34 | 7 / 19    | 2       |
|                         | Partido Popular                      | 323 235   | 28,26 / 100,00  | 9,92 | 7 / 19    | 2       |
|                         | Partido Socialista Operário Espanhol | 266 583   | 23,31 / 100,00  | 0,36 | 4 / 19    | 1       |
|                         | Eusko Alkartasuna                    | 86 557    | 7,57 / 100,00   | 0,65 | 1 / 19    | Estável |
|                         | Esquerda Unida                       | 62 293    | 5,45 / 100,00   | 3,76 | 0 / 19    | 1       |
|                         | Outros                               | 23 234    | 2,03 / 100,00   |      | 0 / 19    |         |
| Votos Inválidos         | Votos Inválidos                      | 46 680    | 4,07 / 100,00   | 1,83 |           |         |
| Total                   | Total                                | 1 155 999 | 100,00 / 100,00 |      | 19 / 19   |         |
| Eleitorado/Participação | Eleitorado/Participação              | 1 810 666 | 63,84 / 100,00  | 7,69 |           |         |

#### La Rioja
| Partido                 | Partido                              | Votos   | %               | +/-  | Deputados | +/-     |
| ----------------------- | ------------------------------------ | ------- | --------------- | ---- | --------- | ------- |
|                         | Partido Popular                      | 91 810  | 54,10 / 100,00  | 4,69 | 3 / 4     | 1       |
|                         | Partido Socialista Operário Espanhol | 59 171  | 34,87 / 100,00  | 1,78 | 1 / 4     | 1       |
|                         | Esquerda Unida                       | 6 830   | 4,02 / 100,00   | 4,69 | 0 / 4     | Estável |
|                         | Partido Riojano                      | 6 155   | 3,63 / 100,00   | 0,23 | 0 / 4     | Estável |
|                         | Confederação dos Verdes              | 1 709   | 1,01 / 100,00   | -    | 0 / 4     | -       |
|                         | Outros                               | 755     | 0,45 / 100,00   |      | 0 / 4     |         |
| Votos Inválidos         | Votos Inválidos                      | 4 567   | 2,68 / 100,00   | 0,61 |           |         |
| Total                   | Total                                | 170 997 | 100,00 / 100,00 |      | 4 / 4     |         |
| Eleitorado/Participação | Eleitorado/Participação              | 230 427 | 74,21 / 100,00  | 6,71 |           |         |